# 데스크톱 메타포

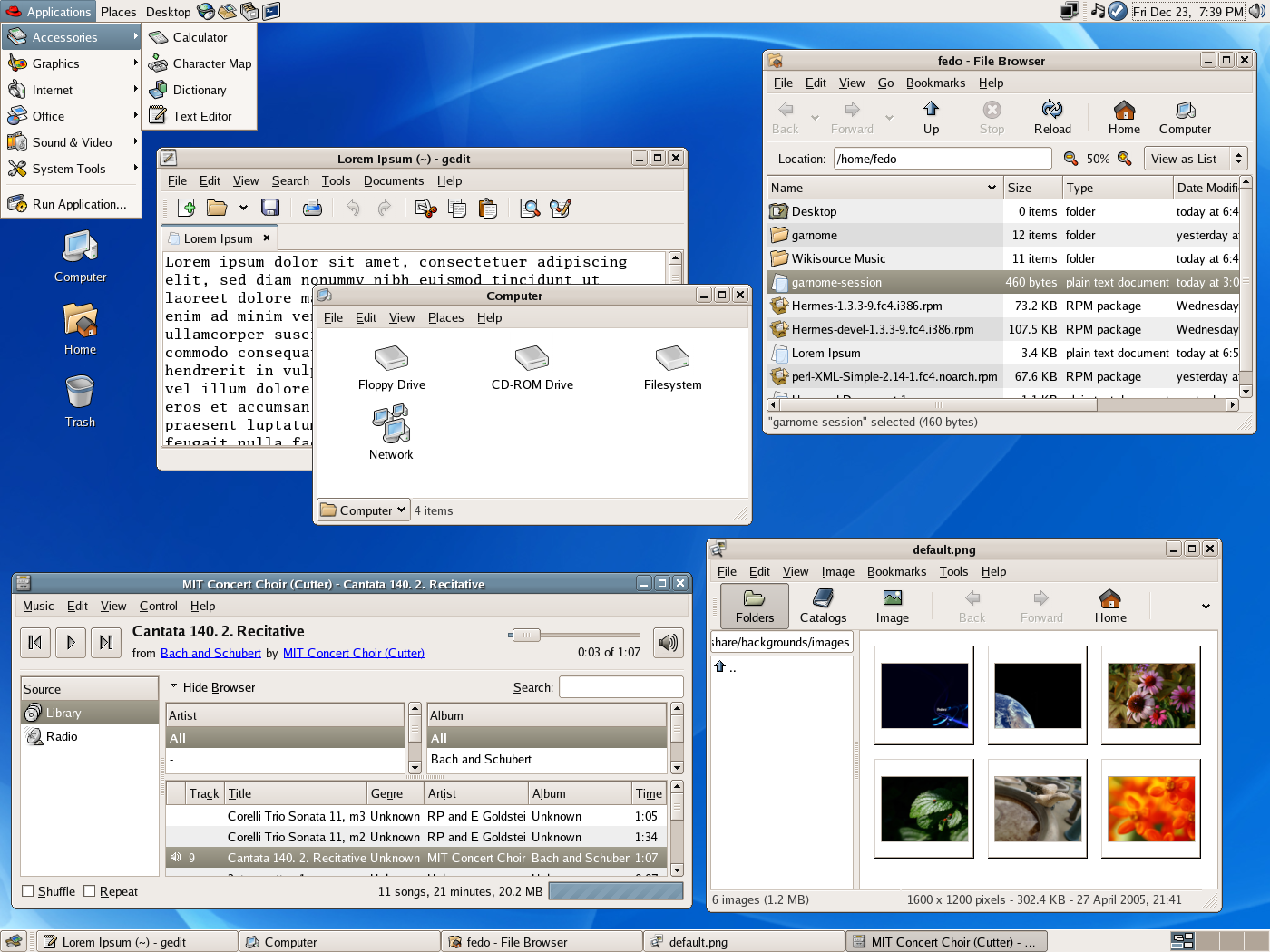
그놈의 데스크톱 메타포

데스크톱 메타포(desktop metaphor)는 컴퓨팅에서 사용자가 컴퓨터와 보다 쉽게 상호 작용할 수 있도록 그래픽 사용자 인터페이스에서 사용되는 일련의 통합 개념인 인터페이스 메타포이다. 데스크톱 메타포는 컴퓨터 모니터를 마치 사용자의 책상 꼭대기에 있는 것처럼 취급하며, 그 위에 문서나 문서 폴더와 같은 객체를 놓을 수 있다. 문서는 데스크탑에 있는 문서의 종이 사본을 나타내는 창으로 열 수 있다. 책상용 계산기나 메모장 등 책상 액세서리라고 불리는 작은 애플리케이션도 사용할 수 있다.
데스크톱 메타포 자체는 데스크톱 환경의 다양한 구현을 통해 확장되었다. 일반적으로 컴퓨터의 기능에 대한 액세스와 유용성이 메타포의 '순수성'을 유지하는 것보다 더 중요하기 때문이다. 따라서 데스크톱에서는 휴지통을 찾을 수 있을 뿐만 아니라 디스크 및 네트워크 볼륨(일반적으로 데스크톱에서 볼 수 있는 것이 아닌 파일 캐비닛으로 생각할 수 있음)을 찾을 수 있다. 메뉴 표시줄이나 작업 표시줄과 같은 다른 기능은 실제 데스크탑에 직접적으로 대응되지 않는다. 그러나 이는 환경과 제공되는 기능에 따라 다를 수 있다. 예를 들어 익숙한 벽걸이 달력이 때때로 표시되거나 데스크탑에 속한 작업 표시줄이나 메뉴 표시줄을 통해 접근이 가능하다.
마이크로소프트 윈도우 환경에서는 "바탕 화면"으로, 맥 OS X에서는 "데스크탑"으로 부른다.

## 같이 보기
- 데스크톱 환경
- 배경 화면
- 파일 탐색기